# 임포역
임포역(Impo station, 林浦驛)은 대한민국 경상북도 영천시 북안면 임포리에 있는 중앙선의 역이었다. 2008년 6월 30일 이후 어떤 여객 열차도 정차하지 않는다. 2021년 12월 28일에 중앙선 복선 전철화 구간이 완공되어 폐지되었다.

## 역명 유래
960년대에 월성 이씨들이 이 땅을 개척하였는데, 개척 당시에 마을 앞 하천에 울창한 버드숲이 있었다고 하여 임포(林浦)라 하게 되었다.

## 연혁
- 1918년 11월 1일 : 배치간이역으로 영업 개시[1]
- 1952년 1월 28일 : 공비 침투로 역사 전소
- 1959년 8월 1일 : 현 역사 신축
- 1977년 5월 1일 : 보통역으로 승격[2]
- 1977년 5월 16일 : 수소 화물 취급 중지[3]
- 1993년 12월 25일 : 아화 관리역으로 지정
- 2008년 6월 30일 : 일반 열차 통과
- 2013년 4월 26일 : 화물 취급 중지[4]
- 2017년 1월 1일 : 무배치간이역으로 격하[5]
- 2018년 11월 1일 : 개업 100주년
- 2021년 12월 28일: 폐역

## 사진

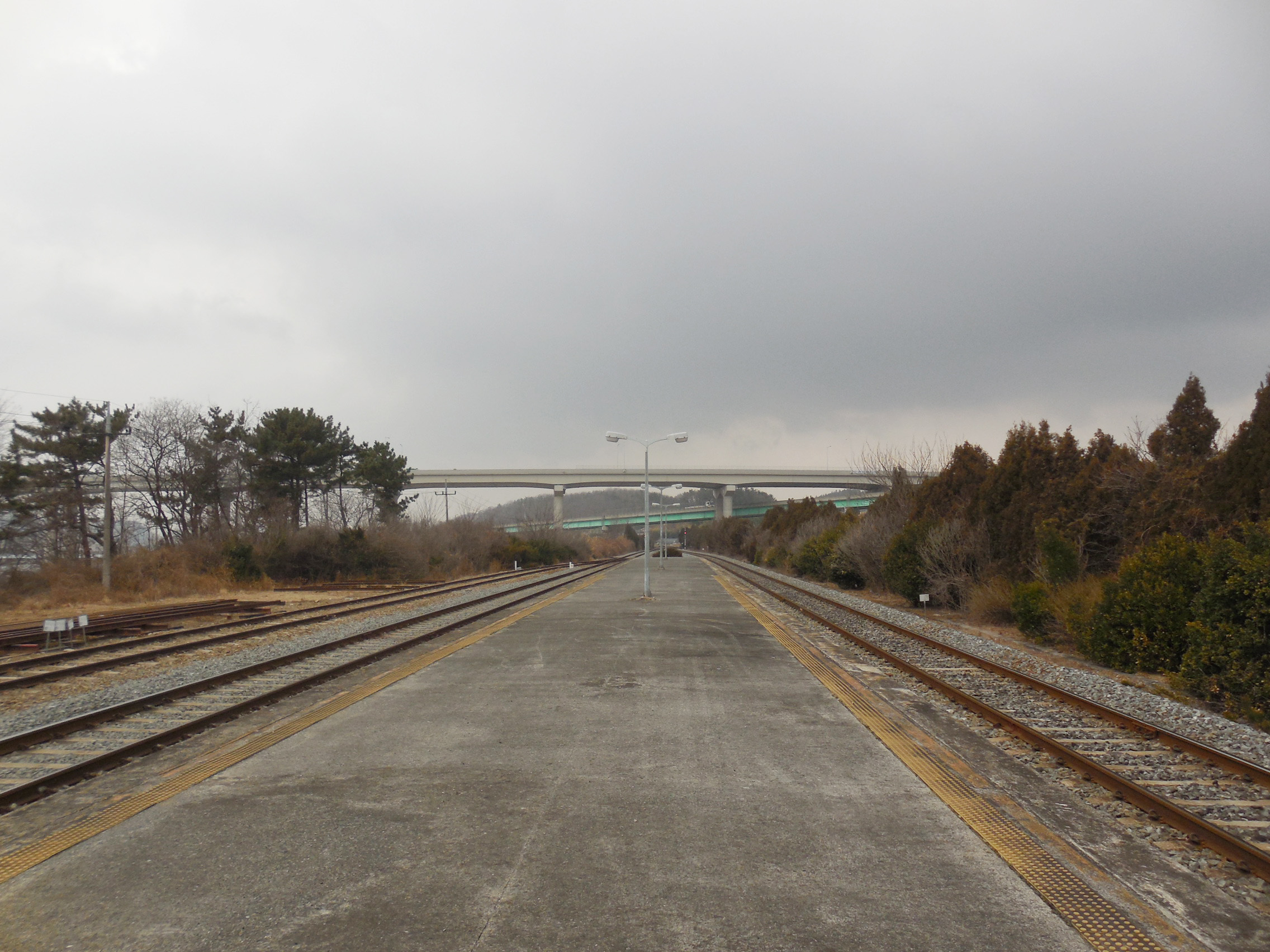
승강장
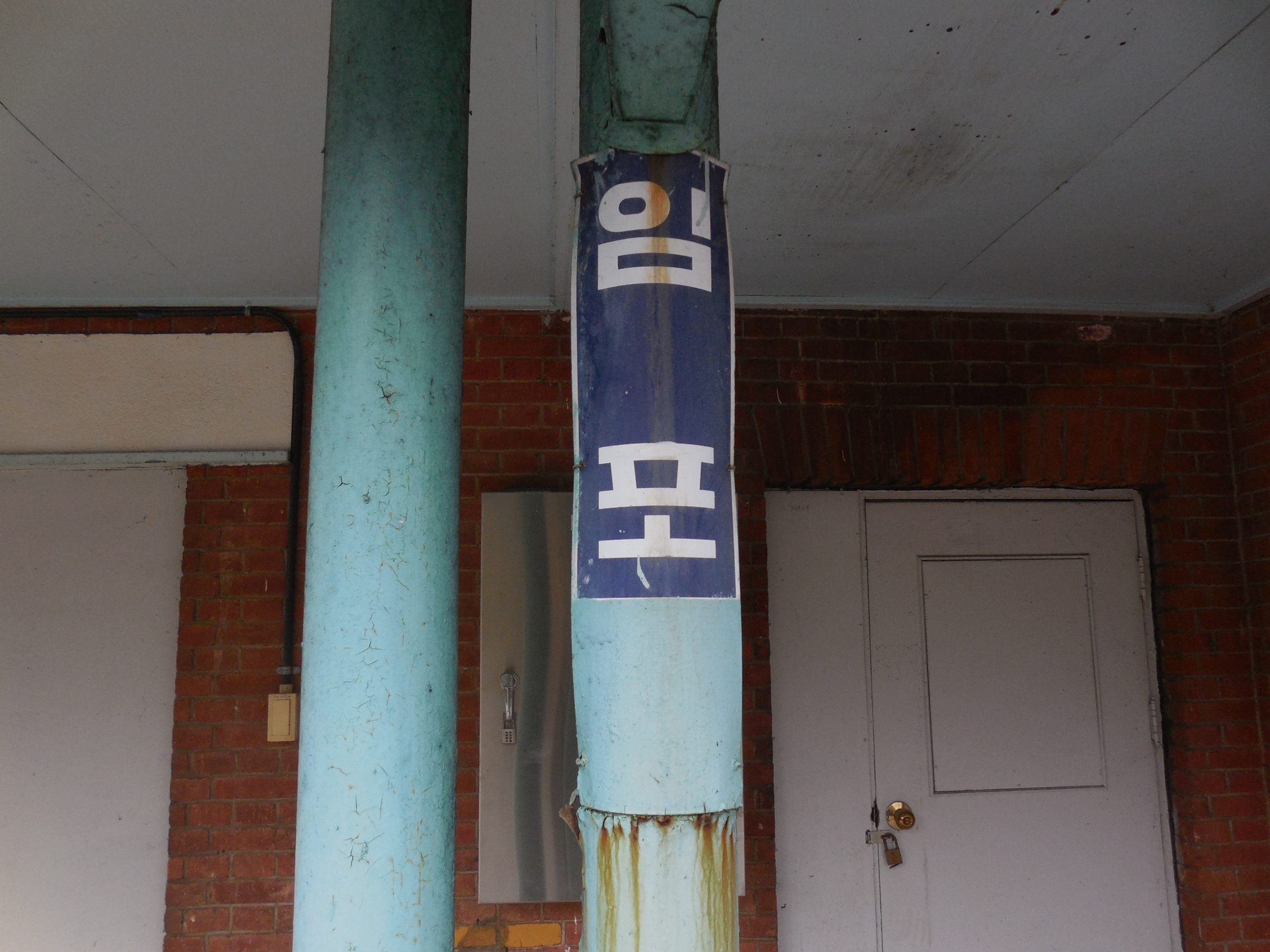
역명판